# T.N.T. Australian Tour
T. N. T. Australian Tour bylo koncertní turné australské hardrockové skupiny AC/DC, které sloužilo jako propagace studiového alba T.N.T.

## Skladby
Seznam skladeb pro turné:
1. Live Wire
2. She's Got Balls
3. Rock 'n' Roll Singer
4. Soul Stripper
5. High Voltage
6. It's a Long Way to the Top (If You Wanna Rock 'n' Roll)
7. The Jack
8. Can I Sit Next to You Girl
9. T.N.T.
10. Baby, Please Don't Go (Williams/Morrison)

## Sestava

### AC/DC
- Bon Scott – zpěv
- Angus Young – sólová kytara
- Malcolm Young – rytmická kytara, doprovodný zpěv
- Mark Evans – baskytara, doprovodný zpěv
- Phil Rudd – bicí

## Seznam koncertů
Data a místa koncertů:
| Datum              | Město           | Stát/teritorium              | Stát      | Místo                                         |
| Austrálie          | Austrálie       | Austrálie                    | Austrálie | Austrálie                                     |
| ------------------ | --------------- | ---------------------------- | --------- | --------------------------------------------- |
| 1975               | Christies Beach | Jižní Austrálie              | Austrálie | High School                                   |
| 1975               | Laverton        | Západní Austrálie            | Austrálie | High School                                   |
| 1975               | Box Hill        | Viktorie                     | Austrálie | Town Hall                                     |
| 1975               | Melbourne       | Viktorie                     | Austrálie | Noble Park High School Hall                   |
| 1975               | Melbourne       | Viktorie                     | Austrálie | Village Green Pub                             |
| 1975               | Melbourne       | Viktorie                     | Austrálie | Manhattan Pub                                 |
| 1975               | Glen Waverley   | Viktorie                     | Austrálie | Mountain View Hotel                           |
| 1975               | Castlemaine     | Viktorie                     | Austrálie | Camp Reserve                                  |
| 1975               | Moorabbin       | Viktorie                     | Austrálie | Town Hall                                     |
| 1975               | Mount Waverly   | Viktorie                     | Austrálie | Waverley High School Hall - Zodiac Youth Club |
| 1975               | Melbourne       | Viktorie                     | Austrálie | Velvets                                       |
| 1975               | Melbourne       | Viktorie                     | Austrálie | Burvale Hotel                                 |
| 1975               | Boulder         | Západní Austrálie            | Austrálie | Town Hall                                     |
| 1975               | Canberra        | Teritorium hl. města         | Austrálie | Belconnen High School Hall                    |
| září 1975          | Brisbane        | Queensland                   | Austrálie | -                                             |
| 15. září 1975      | Merredin        | Západní Austrálie            | Austrálie | Cummings Theatre                              |
| 18. září 1975      | Leederville     | Západní Austrálie            | Austrálie | Sandgroper Hotel                              |
| 19. září 1975      | Perth           | Západní Austrálie            | Austrálie | Canterbury Court Ballroom                     |
| 19. září 1975      | Perth           | Západní Austrálie            | Austrálie | Tramps                                        |
| 20. září 1975      | Leederville     | Západní Austrálie            | Austrálie | Sandgroper Hotel                              |
| 20. září 1975      | Perth           | Západní Austrálie            | Austrálie | Tramps                                        |
| 22. září 1975      | Geraldton       | Západní Austrálie            | Austrálie | Sunseeker Hotel                               |
| 23. září 1975      | Katanning       | Západní Austrálie            | Austrálie | Town Hall                                     |
| 24. září 1975      | Bunbury         | Západní Austrálie            | Austrálie | Southway Ballroom                             |
| 25. září 1975      | Leederville     | Západní Austrálie            | Austrálie | Sandgroper Hotel                              |
| 25. září 1975      | Busselton       | Západní Austrálie            | Austrálie | Motor Hotel                                   |
| 26. září 1975      | Leederville     | Západní Austrálie            | Austrálie | Sandgroper Hotel                              |
| 26. září 1975      | Perth           | Západní Austrálie            | Austrálie | Tramps                                        |
| 27. září 1975      | Perth           | Západní Austrálie            | Austrálie | Claremont Showgrounds                         |
| 27. září 1975      | Leederville     | Západní Austrálie            | Austrálie | Sandgroper Hotel                              |
| 27. září 1975      | Perth           | Západní Austrálie            | Austrálie | Tramps                                        |
| 29. září 1975      | -               | Jižní Austrálie              | Austrálie | -                                             |
| 30. září 1975      | -               | Jižní Austrálie              | Austrálie | -                                             |
| 1. října 1975      | -               | Jižní Austrálie              | Austrálie | -                                             |
| 2. října 1975      | -               | Jižní Austrálie              | Austrálie | -                                             |
| 3. října 1975      | -               | Jižní Austrálie              | Austrálie | -                                             |
| 4. října 1975      | -               | Jižní Austrálie              | Austrálie | -                                             |
| 5. října 1975      | -               | Jižní Austrálie              | Austrálie | -                                             |
| 6. října 1975      | Melbourne       | Viktorie                     | Austrálie | -                                             |
| 7. října 1975      | Thornbury       | Viktorie                     | Austrálie | Croxton Park Hotel                            |
| 9. října 1975      | Thornbury       | Viktorie                     | Austrálie | Croxton Park Hotel                            |
| 12. října 1975     | Ringwood        | Viktorie                     | Austrálie | Icelands                                      |
| 16. října 1975     | Preston         | Viktorie                     | Austrálie | Council Club Hotel                            |
| 16. října 1975     | St. Albans      | Viktorie                     | Austrálie | St. Albans High School Hall                   |
| 17. října 1975     | Tottenham       | Nový Jižní Wales             | Austrálie | Tottenham Hotel                               |
| 18. října 1975     | -               | Viktorie                     | Austrálie | -                                             |
| 19. října 1975     | -               | Viktorie                     | Austrálie | -                                             |
| 20. října 1975     | -               | Viktorie                     | Austrálie | -                                             |
| 21. října 1975     | -               | Viktorie                     | Austrálie | -                                             |
| 22. října 1975     | -               | Viktorie                     | Austrálie | -                                             |
| 23. října 1975     | -               | Viktorie                     | Austrálie | -                                             |
| 24. října 1975     | -               | Viktorie                     | Austrálie | -                                             |
| 25. října 1975     | -               | Viktorie                     | Austrálie | -                                             |
| 25. října 1975     | -               | Viktorie                     | Austrálie | -                                             |
| 27. října 1975     | Sydney          | Nový Jižní Wales             | Austrálie | -                                             |
| 28. října 1975     | Sydney          | Nový Jižní Wales             | Austrálie | -                                             |
| 29. října 1975     | Sydney          | Nový Jižní Wales             | Austrálie | -                                             |
| 30. října 1975     | Sydney          | Nový Jižní Wales             | Austrálie | -                                             |
| 31. října 1975     | Sydney          | Nový Jižní Wales             | Austrálie | -                                             |
| listopad 1975      | -               | Severní teritorium           | Austrálie | -                                             |
| listopad 1975      | -               | Severní teritorium           | Austrálie | -                                             |
| listopad 1975      | -               | Severní teritorium           | Austrálie | -                                             |
| listopad 1975      | Geelong         | Viktorie                     | Austrálie | Corio Village Shopping Centre – Jean City     |
| 1. listopadu 1975  | Sydney          | Nový Jižní Wales             | Austrálie | -                                             |
| 2. listopadu 1975  | Sydney          | Nový Jižní Wales             | Austrálie | -                                             |
| 4. listopadu 1975  | Melbourne       | Viktorie                     | Austrálie | Festival Hall                                 |
| 10. listopadu 1975 | Adelaide        | Jižní Austrálie              | Austrálie | -                                             |
| 11. listopadu 1975 | Adelaide        | Jižní Austrálie              | Austrálie | -                                             |
| 12. listopadu 1975 | Adelaide        | Jižní Austrálie              | Austrálie | -                                             |
| 13. listopadu 1975 | Adelaide        | Jižní Austrálie              | Austrálie | -                                             |
| 14. listopadu 1975 | Adelaide        | Jižní Austrálie              | Austrálie | -                                             |
| 15. listopadu 1975 | Adelaide        | Jižní Austrálie              | Austrálie | -                                             |
| 16. listopadu 1975 | Adelaide        | Jižní Austrálie              | Austrálie | -                                             |
| 20. listopadu 1975 | -               | Queensland/ Nový Jižní Wales | Austrálie | -                                             |
| 21. listopadu 1975 | -               | Queensland/ Nový Jižní Wales | Austrálie | -                                             |
| 22. listopadu 1975 | -               | Queensland/ Nový Jižní Wales | Austrálie | -                                             |
| 23. listopadu 1975 | -               | Queensland/ Nový Jižní Wales | Austrálie | -                                             |
| 24. listopadu 1975 | -               | Queensland/ Nový Jižní Wales | Austrálie | -                                             |
| 25. listopadu 1975 | -               | Queensland/ Nový Jižní Wales | Austrálie | -                                             |
| 26. listopadu 1975 | -               | Queensland/ Nový Jižní Wales | Austrálie | -                                             |
| 27. listopadu 1975 | Lismore         | Nový Jižní Wales             | Austrálie | -                                             |
| 28. listopadu 1975 | Miami           | Queensland                   | Austrálie | -                                             |
| 29. listopadu 1975 | Kingaroy        | Queensland                   | Austrálie | -                                             |
| 30. listopadu 1975 | Sydney          | Nový Jižní Wales             | Austrálie | State Theatre                                 |
| 30. listopadu 1975 | Brisbane        | Queensland                   | Austrálie | Bowen Hills – Cloudland Ballroom              |
| 2. prosince 1975   | Gunnedah        | Nový Jižní Wales             | Austrálie | -                                             |
| 3. prosince 1975   | Tamworth        | Nový Jižní Wales             | Austrálie | -                                             |
| 5. prosince 1975   | Wyong           | Nový Jižní Wales             | Austrálie | -                                             |
| 6. prosince 1975   | Newcastle       | Nový Jižní Wales             | Austrálie | -                                             |
| 7. prosince 1975   | Taree           | Nový Jižní Wales             | Austrálie | -                                             |
| 9. prosince 1975   | Port Macquarie  | Nový Jižní Wales             | Austrálie | -                                             |
| 10. prosince 1975  | Kempsey         | Nový Jižní Wales             | Austrálie | -                                             |
| 11. prosince 1975  | Coffs Harbour   | Nový Jižní Wales             | Austrálie | -                                             |
| 12. prosince 1975  | Grafton         | Nový Jižní Wales             | Austrálie | Basketball Stadium                            |
| 13. prosince 1975  | Moree           | Nový Jižní Wales             | Austrálie | -                                             |
| 14. prosince 1975  | Inverell        | Nový Jižní Wales             | Austrálie | Inverell Town Hall                            |
| 14. prosince 1975  | Brisbane        | Queensland                   | Austrálie | Festival Hall                                 |
| 16. prosince 1975  | Bathurst        | Nový Jižní Wales             | Austrálie | -                                             |
| 17. prosince 1975  | Parkes          | Nový Jižní Wales             | Austrálie | -                                             |
| 18. prosince 1975  | Cowra           | Nový Jižní Wales             | Austrálie | -                                             |
| 19. prosince 1975  | Dubbo           | Nový Jižní Wales             | Austrálie | -                                             |
| 20. prosince 1975  | Orange          | Nový Jižní Wales             | Austrálie | -                                             |
| 21. prosince 1975  | Goulburn        | Nový Jižní Wales             | Austrálie | -                                             |
| 22. prosince 1975  | Cooma           | Nový Jižní Wales             | Austrálie | -                                             |
| 23. prosince 1975  | Canberra        | Teritorium hl. města         | Austrálie | Theatre                                       |
| 24. prosince 1975  | Sydney          | Nový Jižní Wales             | Austrálie | Hordern Pavilion                              |
| 24. prosince 1975  | Sydney          | Nový Jižní Wales             | Austrálie | Royal Showgrounds                             |
| 26. prosince 1975  | Shepparton      | Viktorie                     | Austrálie | -                                             |
| 27. prosince 1975  | Albury          | Nový Jižní Wales             | Austrálie | Convention Centre Hall                        |
| 28. prosince 1975  | Wangaratta      | Nový Jižní Wales             | Austrálie | Wangaratta Town Hall                          |
| 31. prosince 1975  | Adelaide        | Jižní Austrálie              | Austrálie | -                                             |
| 1. ledna 1976      | Inverloch       | Viktorie                     | Austrálie | Football Ground                               |
| 2. ledna 1976      | Portland        | Viktorie                     | Austrálie | Civic Hall                                    |
| 3. ledna 1976      | Mount Gambier   | Jižní Austrálie              | Austrálie | Football Club                                 |
| 4. ledna 1976      | Port Ferry      | Viktorie                     | Austrálie | Drill Hall                                    |
| 5. ledna 1976      | Warrnambool     | Viktorie                     | Austrálie | Palais Theatre                                |
| 8. ledna 1976      | Mildura         | Viktorie                     | Austrálie | Tech School Hall                              |
| 9. ledna 1976      | Sunbury         | Viktorie                     | Austrálie | Town Hall                                     |
| 10. ledna 1976     | Cobram          | Viktorie                     | Austrálie | Civic Centre                                  |
| 11. ledna 1976     | Echuca          | Viktorie                     | Austrálie | Victoria Park Oval                            |
| 12. ledna 1976     | Bendigo         | Viktorie                     | Austrálie | Eaglehawk Town Hall                           |
| 14. ledna 1976     | Apollo Bay      | Viktorie                     | Austrálie | Civic Hall                                    |
| 15. ledna 1976     | Ararat          | Viktorie                     | Austrálie | Civic Hall                                    |
| 16. ledna 1976     | Lorne           | Viktorie                     | Austrálie | R.S.L. Hall                                   |
| 17. ledna 1976     | Rosebud         | Viktorie                     | Austrálie | -                                             |
| 21. ledna 1976     | Wonthaggi       | Viktorie                     | Austrálie | Town Hall                                     |
| 22. ledna 1976     | Sale            | Viktorie                     | Austrálie | Town Hall                                     |
| 23. ledna 1976     | Bairnsdale      | Viktorie                     | Austrálie | Cremin Hall                                   |
| 24. ledna 1976     | Adelaide        | Jižní Austrálie              | Austrálie | Memorial Drive                                |
| 27. ledna 1976     | Thornbury       | Viktorie                     | Austrálie | Croxton Park Hotel                            |
| 28. ledna 1976     | Moorabbin       | Viktorie                     | Austrálie | Southside Six Hotel                           |
| 30. ledna 1976     | Tottenham       | Nový Jižní Wales             | Austrálie | Tottenham Hotel                               |
| 4. února 1976      | Sydney          | Nový Jižní Wales             | Austrálie | Bondi Lifesaver                               |
| 5. února 1976      | Sydney          | Nový Jižní Wales             | Austrálie | Bondi Lifesaver                               |
| 6. února 1976      | Sydney          | Nový Jižní Wales             | Austrálie | Ryde Youth Centre                             |
| 6. února 1976      | Sydney          | Nový Jižní Wales             | Austrálie | Bondi Lifesaver                               |
| 7. února 1976      | Hurstville      | Nový Jižní Wales             | Austrálie | Marana Civic Centre                           |
| 25. února 1976     | Burnie          | Tasmánie                     | Austrálie | Theatre                                       |
| 26. února 1976     | Devonport       | Tasmánie                     | Austrálie | Town Hall                                     |
| 27. února 1976     | Launceston      | Tasmánie                     | Austrálie | Albert Hall                                   |
| 28. února 1976     | Hobart          | Tasmánie                     | Austrálie | City Hall                                     |
| 29. února 1976     | Queenstown      | Tasmánie                     | Austrálie | Memorial Hall                                 |
| březen 1976        | Toowoomba       | Queensland                   | Austrálie | -                                             |
| 3. března 1976     | St. Albans      | Viktorie                     | Austrálie | St. Albans High School Hall                   |
| 4. března 1976     | Goulburn        | Viktorie                     | Austrálie | Valley Hotel                                  |
| 5. března 1976     | Melbourne       | Viktorie                     | Austrálie | Sidney Myer Music bowl                        |
| 6. března 1976     | Mount Gambier   | Viktorie                     | Austrálie | -                                             |
| 7. března 1976     | Castlemaine     | Viktorie                     | Austrálie | Showgrounds                                   |
| 8. března 1976     | Korumburra      | Viktorie                     | Austrálie | Showgrounds                                   |
| 9. března 1976     | -               | Queensland                   | Austrálie | -                                             |
| 10. března 1976    | -               | Queensland                   | Austrálie | -                                             |
| 12. března 1976    | Sydney          | Nový Jižní Wales             | Austrálie | Ryde Youth Centre                             |
| 13. března 1976    | Sydney          | Nový Jižní Wales             | Austrálie | Warwick Farm                                  |
| 13. března 1976    | Hurstville      | Nový Jižní Wales             | Austrálie | Marana Civic Centre                           |
| 13. března 1976    | Sydney          | Nový Jižní Wales             | Austrálie | Bondi Lifesaver                               |
| 14. března 1976    | Brisbane        | Queensland                   | Austrálie | Festival Hall                                 |
| 20. března 1976    | Sydney          | Nový Jižní Wales             | Austrálie | Bondi Lifesaver                               |
| 27. března 1976    | Sydney          | Nový Jižní Wales             | Austrálie | Bradfield Park – Milsons Point                |
| 27. března 1976    | Sydney          | Nový Jižní Wales             | Austrálie | Bondi Lifesaver                               |